# Altweltgeier
Die Altweltgeier (Gypinae, Synonym: Aegypiinae) sind eine Unterfamilie der Habichtartigen (Accipitridae) und gehören damit zu den Greifvögeln (Accipitriformes).
Im Gegensatz zu den meisten Neuweltgeiern (Cathartidae), die nicht zur Familie der Habichtartigen zählen, sind viele der Altweltgeier in ihrem Bestand gefährdet oder vom Aussterben bedroht.

## Verbreitung und Lebensraum
Altweltgeier kommen in Südeuropa, Afrika und Asien vor. Als Lebensraum kommen offene Landschaften wie Steppen und Halbwüsten, aber auch Gebirge in Frage.

## Merkmale
Die Altweltgeier sind große bis sehr große Vögel. Sie haben eher kurze Schwanzfedern und erreichen, bei Körpergrößen von bis zu über einem Meter, Flügelspannweiten, die (je nach Quelle) bis zu 2,70 m bzw. 2,90 m erreichen. Typisch für viele Altweltgeier ist eine Halskrause, aus der ein langer, nackter oder kurzbefiederter Hals ragt. Der Hals selbst ist (ähnlich wie bei Pelikanen) mit einem sackartigen Kropf versehen, der sich ausbeult, wenn er mit Nahrung gefüllt ist.
Diese Geierarten zeichnen sich zudem durch kräftige, lange Schnäbel aus, sowie kräftige Füße mit eher kurzen Krallen. Zudem haben sie sehr gute Augen; kein anderer, bisher untersuchter Vogel hat ihre Sehschärfe erreicht.

## Ernährung

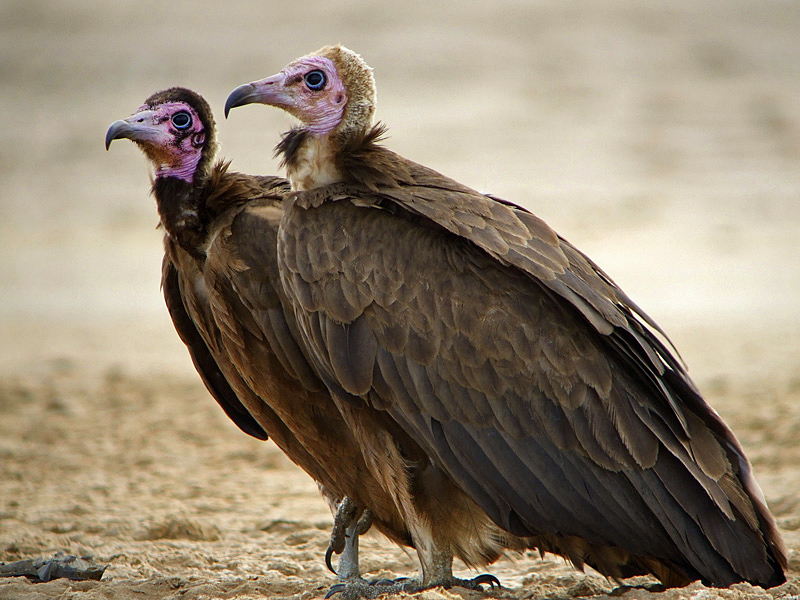
Kappengeier (Necrosyrtes monachus)

Altweltgeier sind Fleischfresser, die als Aasfresser in der Lage sind, Fallwild, Aas und sogar Knochen (Bartgeier) zu vertilgen. Dabei herrscht zwischen unterschiedlichen Geierarten, die im gleichen Gebiet ansässig sind, oft Arbeitsteilung.

## Gattungen und Arten
- Aegypius
  - Mönchsgeier (Ae. monachus)
  - Aegypius prepyrenaicus †[2]
- Gyps

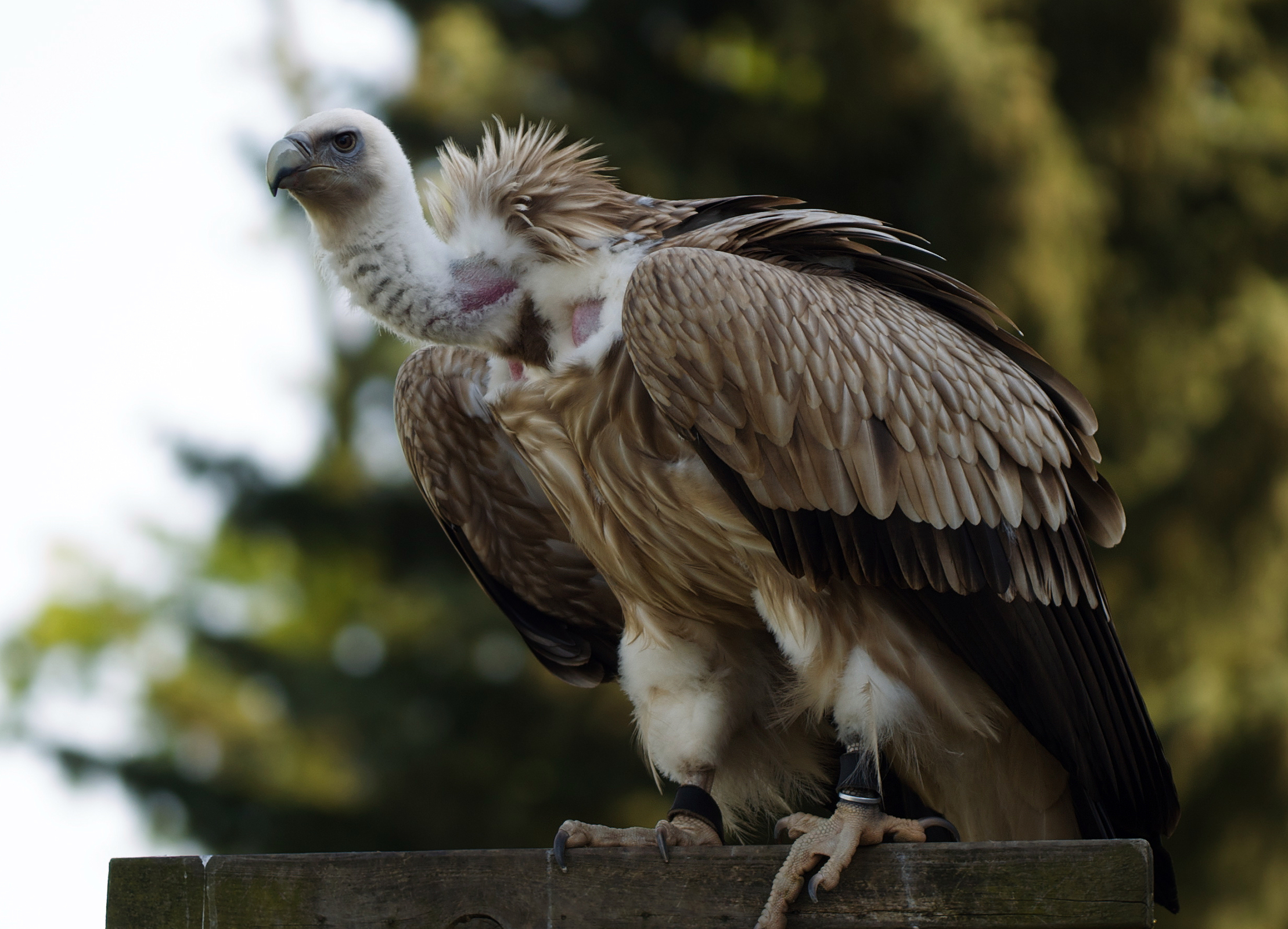
Gänsegeier (Gyps fulvus)

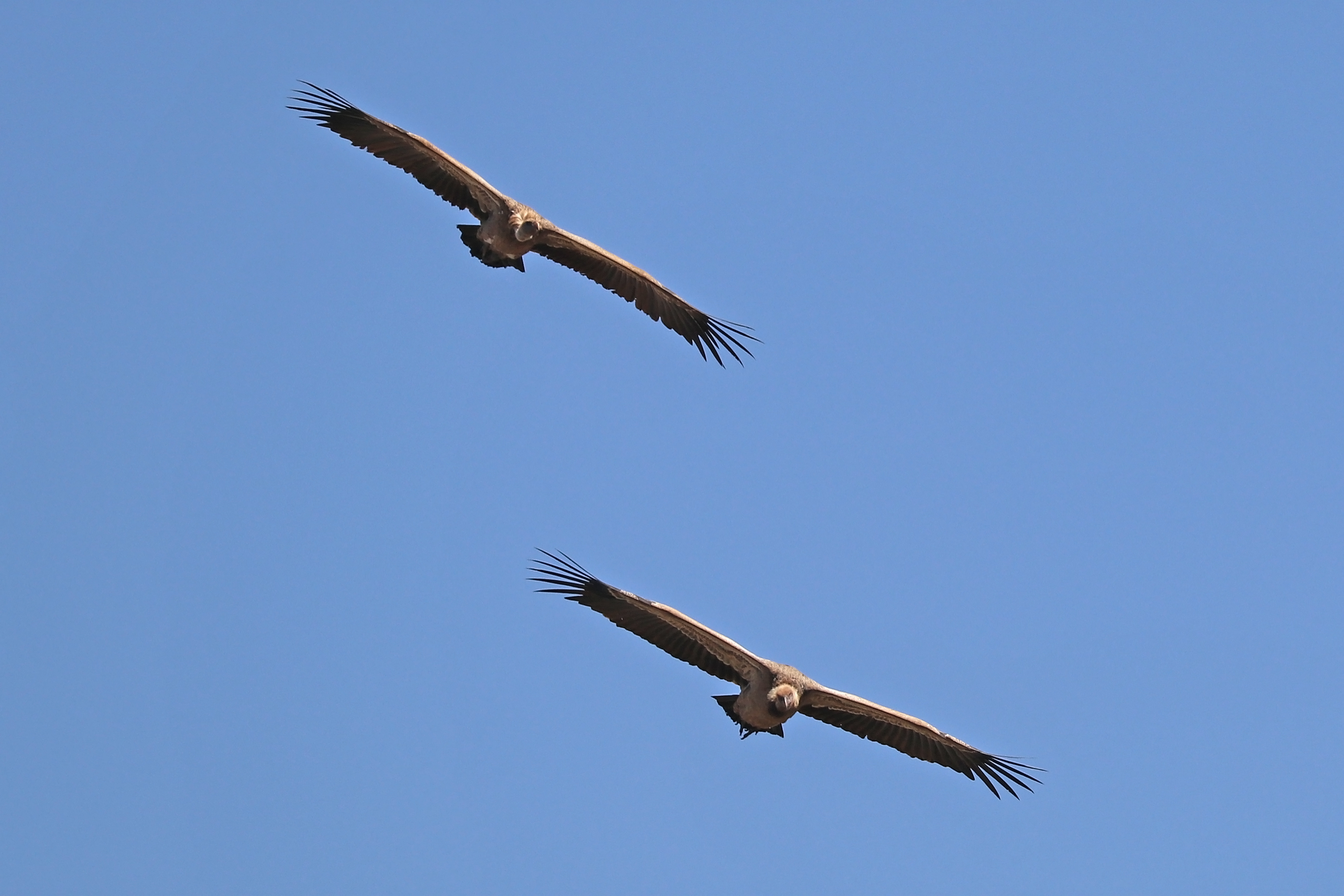
Zwei Sperbergeier im Flug

  - Weißrückengeier (G. africanus, stark gefährdet[3])
  - Bengalgeier (G. bengalensis)
  - Kapgeier (G. coprotheres, gefährdet[4])
  - Gänsegeier (G. fulvus)
  - Schneegeier (G. himalayensis)
  - Indiengeier (G. indicus, vom Aussterben bedroht[5])
  - Sperbergeier (G. rueppellii, vom Aussterben bedroht[6])
  - Dünnschnabelgeier (G. tenuirostris, vom Aussterben bedroht[7])
- Kappengeier (Necrosyrtes)
  - Kappengeier (N. monachus, vom Aussterben bedroht[8])
- Kahlkopfgeier (Sarcogyps)
  - Kahlkopfgeier (S. calvus, vom Aussterben bedroht[9])
- Wollkopfgeier (Trigonoceps)
  - Wollkopfgeier (T. occipitalis, vom Aussterben bedroht[10])
- Torgos
  - Ohrengeier (T. tracheliotus, stark gefährdet[11])

Durch molekulargenetische Untersuchungen wurden die drei früher ebenfalls inkludierten Arten Bartgeier, Schmutzgeier und Palmgeier als nicht zu den Altweltgeiern gehörig erkannt und in die eigene Unterfamilie Gypaetinae gestellt.
Als wissenschaftlichen Bezeichnung der Unterfamilie ist auch der 1921 durch Swann eingeführte Name Aegypiinae in Gebrauch. Gemäß der Prioritätsregel der biologischen Nomenklatur hat jedoch die 1849 durch John Cassin eingeführte Bezeichnung Gypinae Vorrang.

## Verwendung in der Volksmedizin
Geier bzw. Altweltgeier fanden (belegt durch den sogenannten Geiertraktat) im europäischen Mittelalter organotherapeutische Verwendung bei der Zubereitung (etwa mittels Geieraugen, Geierherzen oder Geierfedern) von (zauberkräftigen) Heil- bzw. Wundermitteln. Für ein Krebsmittel im Rahmen der von ihm erfundenen „Hildegard-Medizin“ erwirkte Gottfried Hertzka eine Abschusserlaubnis, um an die dafür notwendigen „Rohstoffe vom Geier“ zu gelangen.